# Macrodon ancylodon
Macrodon ancylodon är en fiskart som först beskrevs av Bloch och Schneider, 1801.  Macrodon ancylodon ingår i släktet Macrodon och familjen havsgösfiskar. Inga underarter finns listade i Catalogue of Life.